# Chlorodesmis fastigiata
Espèce
L'herbe à tortue (Chlorodesmis fastigiata) est une espèce d'algue verte de la famille des Udoteaceae. 

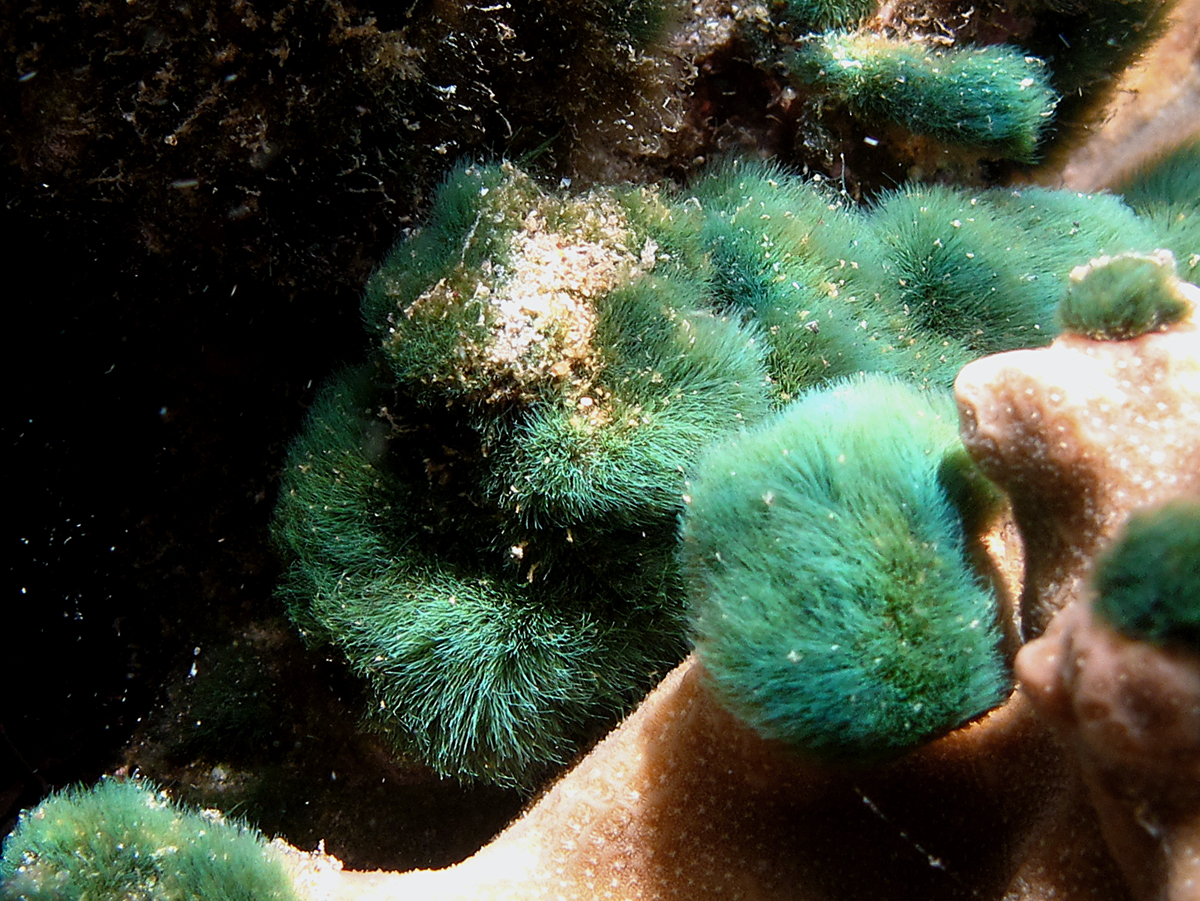
Chlorodesmis fastigiata à La Réunion.
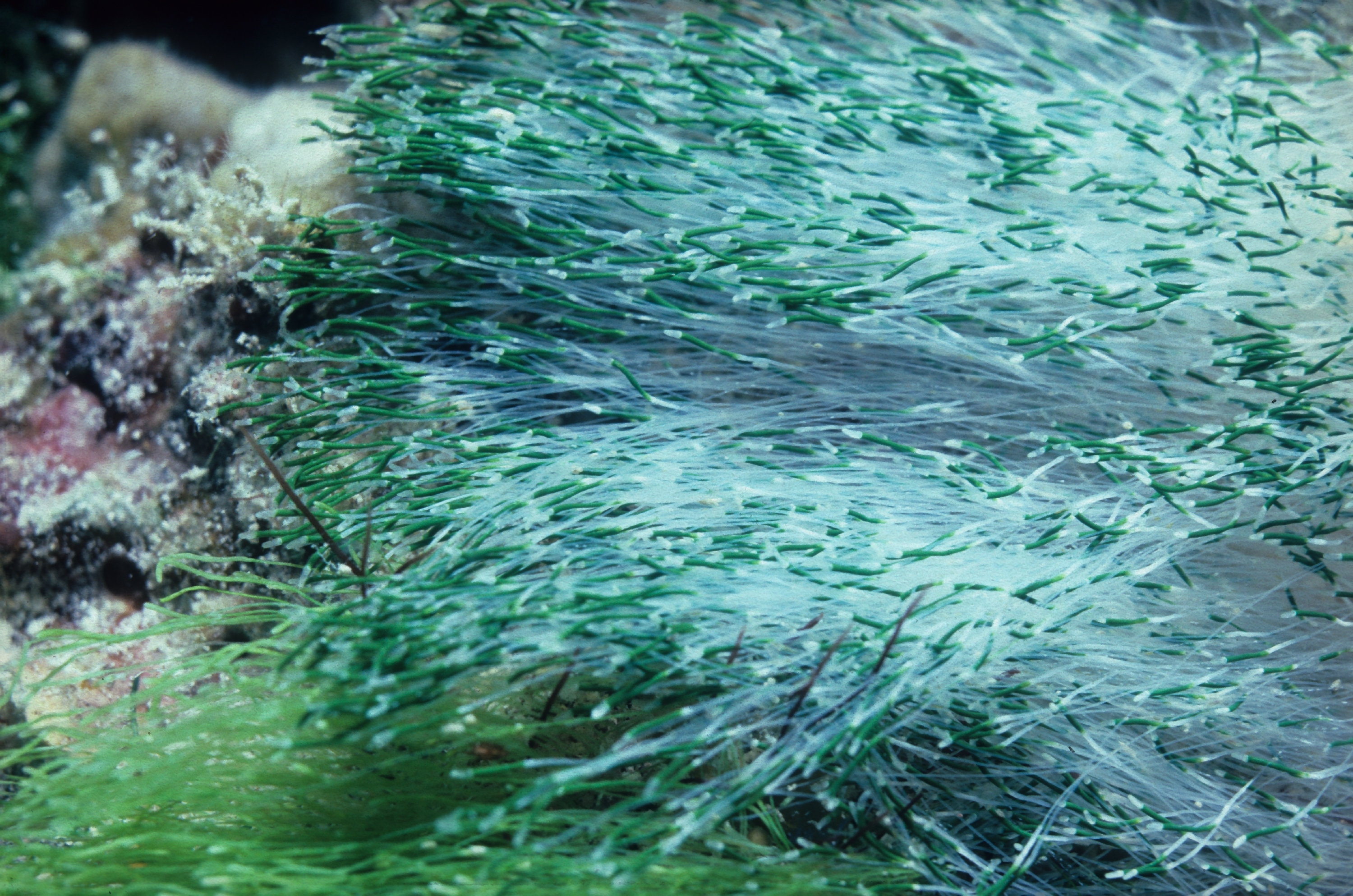
Chlorodesmis fastigiata porteur de sporocystes